# Murat Akın
Murat Akin (sinh 22 tháng 10 năm 1986) là một cầu thủ bóng đá Bỉ gốc Thổ Nhĩ Kỳ thi đấu ở vị trí tiền vệ cho Sakaryaspor.